# Erős Gyula (újságíró, 1862–1929)
Erős Gyula, született Stärk Izrael, (Sárbogárd, 1862. november 10. – Budapest, Erzsébetváros, 1929. október 17.) magyar újságíró.

## Élete
Zsidó családban született Stärk (Sterk) Albert és Fischer Magdolna (Léni) gyermekeként. Eleinte a Budapesti Tudományegyetemen tanult orvosnak, de az újságírás miatt tanulmányait félbeszakította, s 1884-ben a hírlapírói pályára lépett. 1896-tól a Pesti Naplónál dolgozott, majd Vészi Józseffel megalapították a Budapesti Naplót, aminek segédszerkesztője lett. Később a Magyar Hírlap belső munkatársaként dolgozott. Családnevét 1902. évi 31226. számú belügyminiszteri engedéllyel Erősre változtatta. Halálát dülmirigyrák okozta. Felesége Ruff Rózsa volt.
Cikkei: Borsodmegyei Lapok (1892), Pesti Napló (1892, 96), Budapesti Napló (1896/8, 1902, 05), Magyar Hírlap (1910).
Betűjegyei a Budapesti Naplóban: E., e., E–s Gy–a.